# (9048) 1991 RD24
A (9048) 1991 RD24 a Naprendszer kisbolygóövében található aszteroida. Henry E. Holt fedezte fel 1991. szeptember 12-én.